# Пиняни (Польща)
Пиняни (Пеняни, пол. Pieniany) — село в Польщі, у гміні Лащів Томашівського повіту Люблінського воєводства. Населення — 137 осіб (2011).

## Історія
Вперше село згадується 1409 року. 1732 року вперше згадується церква східного обряду в селі.
За даними етнографічної експедиції 1869—1870 років під керівництвом Павла Чубинського, у селі переважно проживали римо-католики, але населення здебільшого розмовляло українською мовою.
У 1921 році село входило до складу гміни Лащів Томашівського повіту Люблінського воєводства Польської Республіки.
27 червня 1938 року польська влада в рамках політики спольщення Холмщини розібрала в селі православну церкву 1757 року.
За німецької окупації 1939—1944 років у селі діяла українська школа. 1944 року польські шовіністи вбили в селі 30 українців.
У 1975—1998 роках село належало до Замойського воєводства.

## Населення
За переписом населення Польщі 10 вересня 1921 року в селі налічувалося 67 будинків та 389 мешканців, з них:
- 181 чоловік та 208 жінок;
- 256 православних, 122 римо-католики, 11 юдеїв;
- 199 українців, 189 поляків, 1 особа іншої національності.

У 1943 році в селі проживало 331 українець і 225 поляків; на сусідній однойменній колоній — 128 поляків.
Демографічна структура станом на 31 березня 2011 року:
|          | Загалом | Допрацездатний вік | Працездатний вік | Постпрацездатний вік |
| -------- | ------- | ------------------ | ---------------- | -------------------- |
| Чоловіки | 72      | 12                 | 48               | 12                   |
| Жінки    | 65      | 17                 | 25               | 23                   |
| Разом    | 137     | 29                 | 73               | 35                   |

## Особистості

### Народилися
- Веніамін Дужинський (1922—2006) — український учасник національно-визвольного руху[9].